# Liste des évêques de Fiesole

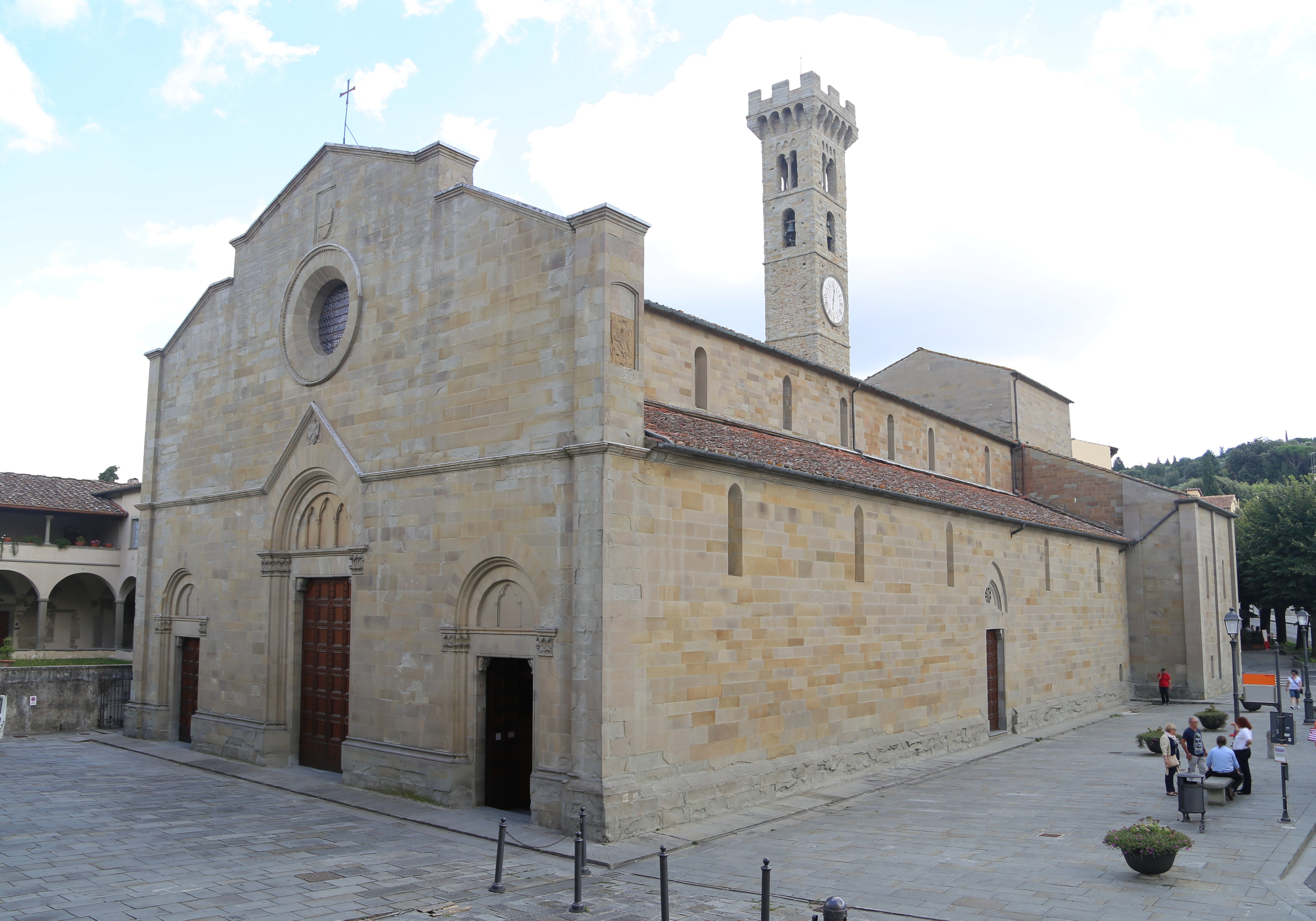
Cathédrale de Fiesole.

Cette liste recense les évêques qui se sont succédé sur le diocèse de Fiesole qui est suffragant de l'archidiocèse de Florence. 

## Évêques
- Saint Romolo † (IVe siècle)
- anonyme † (493)
- Rustico (mentionné en 536[1])
- anonyme † (556)
- Teodaldo † (715)
- Saint Leto † (IXe siècle)
- Saint Alexandre † (823)
- Saint Romain † (IXe siècle)
- Grusulfo † (826)
- Saint Donat † (829 - 876)
- Zénobie † (877 - 888)
- Erlando † (900 - 901)
- Vinizzone † (953)
- Zénobie II (953 - 966)
- Pierre † (982 - ?)
- Raymond † (983 - vers 1000)
- Regembaldo † (1017 - 1024)
- Jacopo Bavaro † (1024 - 1038)
- Atinulfo † (1039 - 1057)
- Gérard † (1057 - ?)
- Trasmondo † (1059 - 1077)
- Guillaume † (1077 - 1099)
- Gebizzo † (1099 - ?)
- Jean Ier † (1101 -  1103)
- Jean II † (1114 - 1134)
- Gionata † (1144 - ?)
- Rodolphe † (1153 - 1179)
- Lanfranco † (1179 - 1187)
- Rainier † (1192 - 1219)
- Hildebrand de Lucques † (1220 -  1256)
- Manetto † (1257 -  1277)
- Philippe de Pérouse, O.F.M. † (1282 - 1297)
- Agnolo de Camerino, O.E.S.A. † (1298 - 1301)
- Bartolomé de Sienne, O.F.M. † (1301 - 1301)
- Antonio d'Orso  (1301 -  1310), transféré à Florence
- Corrado Gualfreducci della Penna, O.P. † (1311 - 1312)
- Tedice degli Aliotti † (1312 -  1336)
- Fuligno Carboni † (1337 -  1349)
- Saint André Corsini, O.Carm. † (1349 -  1374)
- Neri Corsini † (1374 -  1377)
- Niccolò Vanni † (1378 - 1383)
- Antonio Cipolloni, O.P. † (1384 - ] 1390)
- Jacopo Altoviti, O.P. † (1390 -  1408)
- Luca Manzoli, O.Hum. † (1408 - 1408)
  - Antonio Caetani † (1409 - 1411) (administrateur apostolique)
- Bindo Ferrucci † (1411 - 1421)
- Benozzo Federighi † (1421 - 1450)
- Leonardo Salutati † (1450 - 1466)
- Antonio degli Agli † (1467 - ] 1470)
- Guglielmo Becchi, O.S.A. † (1470 - 1480) 
  - Giovanni Arcimboldi † (1480 - 1481) (administrateur apostolique)
- Roberto Folchi † (1481 - 1530)
- Guglielmo Folchi † (1530  -  1530)
- Braccio Martelli † (1530 - 1552)
- Pietro Camaiani † (1552 - 1566)
- Angelo Cattani da Diacceto, O.P. † (1566 - 1570)
- Francesco Cattani da Diacceto † (1570 - 1595
- Alessandro Marzi Medici (it) † (1596 -  1605)
- Bartolomeo Lanfredini † (1605 -  1614)
- Baccio Gherardini † (1615 -  1620)
- Tommaso Ximenes † (1620 -  1633)
  - Cosimo della Gherardesca † (1633 -  1634)
- Lorenzo della Robbia † (1634 -  1645)
- Roberto Strozzi † (1645 -  1670)
- Filippo Soldani † (] 1670 -  1674)
- Filippo Neri degli Altoviti † (1674 - 1702)
- Tommaso Bonaventura della Gherardesca † (1703 - 1703)
- Orazio Maria Panciatichi † (1703 - 1716)
- Luigi Maria Strozzi † (1716 -  1736)
- Francesco Maria Ginori † (1736 - 1775)
- Ranieri Mancini † (1776 -  1814)
- Martino Leonardo Brandaglia † (1815 - 1825)
- Giovanni Battista Parretti (it) † (1828 -  1839)

- Vincenzo Menchi † (1843 - 1846)

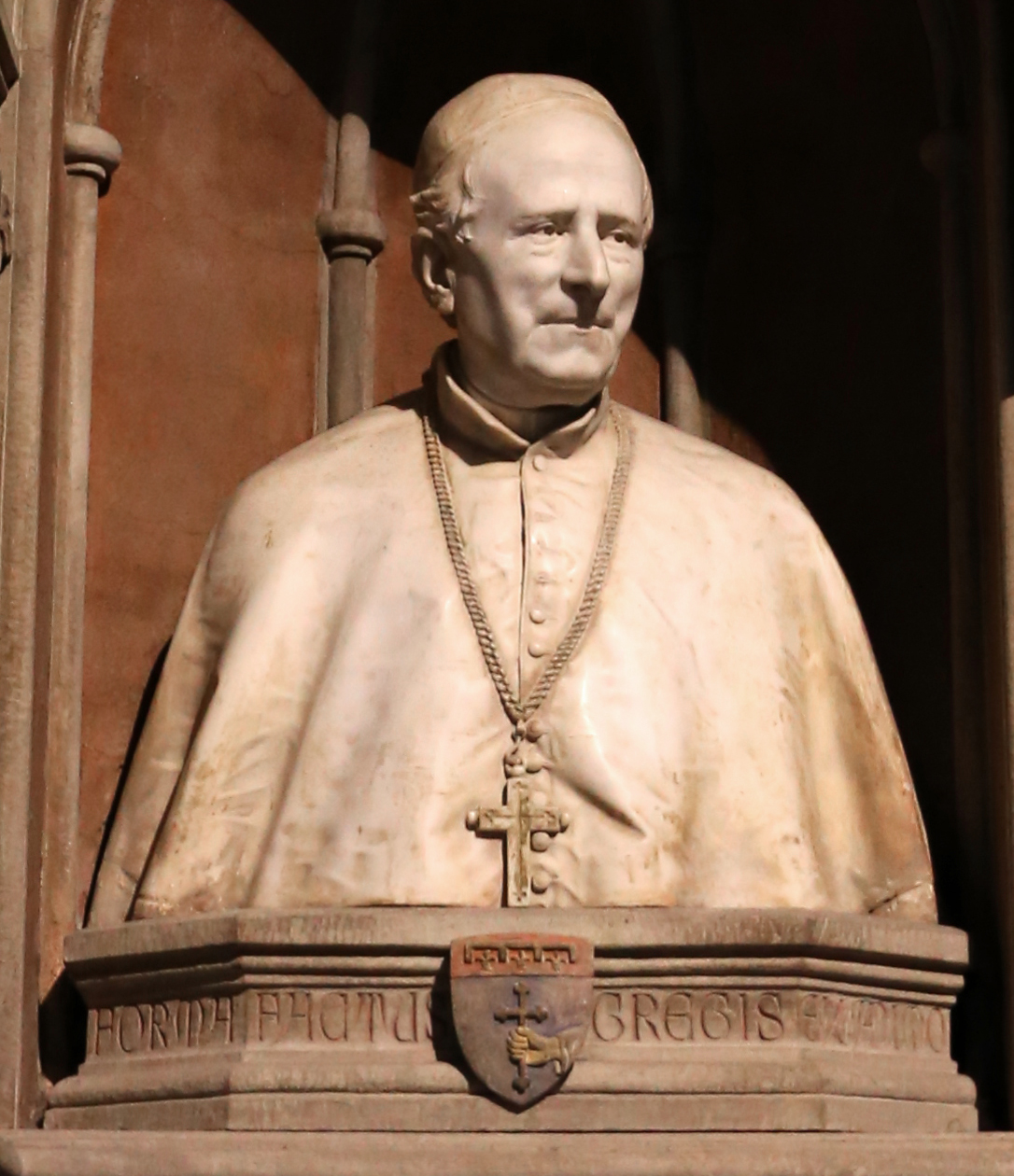
Mgr Luigi Corsani.

- Francesco Bronzuoli † (1848 -  1856)
- Gioacchino Antonelli (it) † (1857 - 1859)
- Lorenzo Frescobaldi † (1871 - 1874)
- Luigi Corsani † (1874 - 1888)
- Benedetto Tommasi † (1888 - 1892)
- David Camilli † (1893 - 1909)
- Giovanni Fossà (fi) † (1909 - 1936)
- Giovanni Giorgis † (1937 - 1953)
- Antonio Bagnoli (en) † (1954 - 1977)
- Simone Scatizzi (it) † (1977 - 1981)
- Luciano Giovannetti (it) (1981 - 2010)
- Mario Meini (it) (2010 - 2022)
- Stefano Manetti (it) (2022 - )